# Inébranlable
Inébranlable (titre original : Steadfast) est le quatrième roman de la série de science-fiction Par-delà la frontière de l'écrivain Jack Campbell. Il est paru aux États-Unis en 2014 puis a été traduit en français et publié par les éditions L'Atalante la même année.
Cette série est la suite de la série La Flotte perdue. L'auteur mène la flotte à travers les systèmes d'étoiles inexplorées à la rencontre des extraterrestres.
Elle se déroule en même temps que les événements de la série Étoiles perdues.